# Баумгартенберг
Баумгартенберг (нем. Baumgartenberg) — коммуна (нем. Gemeinde) в Австрии, в федеральной земле Верхняя Австрия. 
Входит в состав округа Перг.  Население составляет 1449 человек (на 31 декабря 2005 года). Занимает площадь 16 км². Официальный код  —  41103.

## Политическая ситуация
Бургомистр коммуны — Эрвин Кастнер (АНП) по результатам выборов 2003 года.
Совет представителей коммуны (нем. Gemeinderat) состоит из 19 мест.
- АНП занимает 12 мест.
- СДПА занимает 7 мест.